# Paweł Bergman
Paweł Bergman – polski biolog, profesor nauk przyrodniczych.

## Życiorys
W 1965 r. ukończył studia na Uniwersytecie Wrocławskim, w 1982 r. uzyskał tytuł profesora nauk przyrodniczych. Pracował w Zakładzie Biologii i Ekologii Człowieka na Wydziale Fizjoterapii Akademii Wychowania Fizycznego we Wrocławiu i w Zakładzie Antropologii we Wrocławiu PAN.
Był zastępcą przewodniczącego Komitetu Antropologii PAN i wiceprezesem Polskiego Towarzystwa Antropologicznego.
Jest członkiem Komisji Antropologicznej PAU.

## Odznaczenia
- Krzyż Kawalerski Orderu Odrodzenia Polski (1995)[3]